# Maxine Bahns
Maxine Lee Bahns (Stowe, 28 febbraio 1971) è un'attrice statunitense.

## Filmografia parziale

### Cinema
- I fratelli McMullen (The Brothers McMullen), regia di Edward Burns (1995)
- Il senso dell'amore (She's the One), regia di Edward Burns (1996)
- Steam, regia di Kyle Schickner (2007)
- Conjurer, regia di Clint Hutchison (2008)
- Charlie Valentine, regia di Jesse V. Johnson (2009)
- The Lost Tribe, regia di Roel Reiné (2010)
- A Glimpse Inside the Mind of Charles Swan III, regia di Roman Coppola (2012) - non accreditata

### Televisione
- Perversions of Science (1997)
- Cutaway - film TV (2000)
- Studio 60 on the Sunset Strip (2007)
- The Mentalist (2008-2010) - non accreditata
- Too Old to Die Young (2019)

## Doppiatrici italiane
Nelle versioni in italiano delle opere in cui ha recitato, Maxine Bahns è stata doppiata da:
- Elena Morara in CSI: NY
- Stella Gasparri in Grey's Anatomy